# Siedliszek sześcioplamy
Siedliszek sześcioplamy (Tritomegas sexmaculatus) – gatunek pluskwiaka z podrzędu różnoskrzydłych i rodziny ziemikowatych. Zamieszkuje zachodnią część palearktycznej Eurazji. Żeruje na jasnotowatych, najczęściej na mierznicy czarnej.

## Taksonomia
Gatunek ten opisał po raz pierwszy w 1839 roku Jules Pierre Rambur pod nazwą Cydnus sexmaculatus. Jako lokalizację typową wskazał Grenadę w Hiszpanii.

## Morfologia
Pluskwiak o owalnym ciele długości od 6 do 8,8 mm. Wierzch ciała jest wyraźnie punktowany. Tło ciała ubarwione jest czarno lub czarnobrązowo, czasem z sinozielonym połyskiem metalicznym. Na tym tle występuje mlecznobiały do żółtobiałego wzór. Na przedpleczu na wzór ten składają się dwie plamy przy bocznych krawędziach, sięgające ku tyłowi za połowę jego długości i zwężające się ku jego tylno-bocznym narożom. Na każdej półpokrywie znajdują się dwie jasne plamy, jednak w części przedniej, druga w tyle przykrywki. Ponadto na jasny wzór składają się pasy na listewce brzeżnej odwłoka oraz plamy na goleniach. Zakrywka ma kolor ciemnobrązowy bądź kasztanowy, wyraźnie ciemniejszy niż siedliszka dwubarwnego. Poza tym od siedliszka dwubarwnego gatunek ten odróżnia się bardziej wydłużoną głową o nadustku tak długim jak policzki lub od nich trochę dłuższym, na wierzchołku nie zakrytym przez nie.

## Biologia i ekologia
Owad ten zasiedla stanowiska silnie nasłonecznione. Dawniej na północy zasięgu związany był głównie z murawami kserotermicznymi, ale współcześnie spotykany jest często w miejskich siedliskach ruderalnych, ogrodach i zaroślach.
Zarówno larwy jak i postacie dorosłe są fitofagami ssącymi soki z przedstawicieli jasnotowatych. Ich podstawową rośliną żywicielską jest mierznica czarna, ale żerują też na jasnotach, mięcie długolistnej, pokrzywie zwyczajnej, parietarii lekarskiej i szancie obcej.
Aktywne osobniki obserwuje się od marca do końca października. Okres rozrodczy przypada na koniec maja i czerwiec. Stadium larwalne trwa dość długo. Typowo zimuje postać dorosła, ale w niesprzyjających warunkach klimatycznych zdarza się, że zimują larwy późnych stadiów. Zimowanie odbywa się pojedynczo w ściółce i detrytusie.
Do parazytodiów tego pluskwiaka zalicza się Clytiomya continua, muchówka z rodziny rączycowatych.

## Rozprzestrzenienie
Gatunek palearktyczny. W Europie znany jest z Portugalii, Hiszpanii, Francji, Belgii, Holandii, Niemiec, Danii, Szwajcarii, Liechtensteinu, Austrii, Włoch, Polski, Czech, Słowacji, Węgier, Ukrainy, Mołdawii, Rumunii, Bułgarii, Słowenii, Chorwacji, Bośni i Hercegowiny, Czarnogóry, Serbii, Albanii, Macedonii Północnej, Grecji oraz europejskich części Rosji i Turcji. W Azji notowany jest z anatolijskiej części Turcji, Gruzji, Armenii, Azerbejdżanu, oraz Iranu.
Zasięg tego siedliszka ma głównie charakter śródziemnomorski, jednak znajduje się on w ekspansji na północ. W Polsce odnaleziono go na pojedynczym stanowisku w wieku XIX oraz na dwóch stanowiskach w połowie wieku XX. Na początku XXI wieku jego występowanie w tym kraju uważano za wątpliwe. Nowe, często liczebne populacje tego siedliszka zaczęto odnajdywać w Polsce w pierwszej dekadzie XXI wieku, a według stanu na początek dekady trzeciej jest już gatunkiem stosunkowo pospolitym, znanym z większej części kraju. Z pierwszej dekady XXI wieku pochodzi także jego pierwsze wykrycie w Belgii oraz ponowne odkrycie w Danii.